# Anthometra psychinaria
Anthometra psychinaria là một loài bướm đêm trong họ Geometridae.